# 168-я улица (линия Джамейка, Би-эм-ти)
168-я улица (англ. 168th Street) — бывшая станция Нью-Йоркского метрополитена, входившая в состав линии Джамейка. Территориально станция находилась в Куинсе, в округе Джамейка, на пересечении Джамейка-авеню со 168-й улицей. На момент закрытия станция обслуживалась единственным маршрутом — J, который работал здесь круглосуточно.
Решение о закрытии этого участка линии было принято из-за нового проекта BMT Archer Avenue Line. Сама конструкция уже не эксплуатировавшейся станции простояла ещё два года и только в 1979 году была разобрана. Эта линия была открыта в 1988 году, но альтернативной замены этой станции построено не было — ближайшая действующая станция метро в одном квартале к западу от соседней 160-я улица: на перекрёстке Парсонс-бульвара со 160-й улицей.
Эта станция была самой восточной на линии и являлась конечной для всех поездов. Она была представлена одной островной платформой и двумя путями. Пути заканчивались тупиками с восточного конца платформы. Для оборота поездов использовался перекрёстный съезд, расположенный к западу от станции. Сразу после съезда начинался третий центральный путь, который имел съезды на два других внешних пути. Центральный путь использовался для отстоя составов и заканчивался после соседней станции 160-я улица.
Станция имела выход к 165-й и 168-й улицам, названа по последней. В отличие от четырёх станций, расположенных западнее этой, которые также были разобраны, эта станция была ликвидирована не полностью. В частности осталось здание станции на перекрёстке Джамейка-авеню и 165-й улицы. Сейчас оно переоборудовано под магазины.

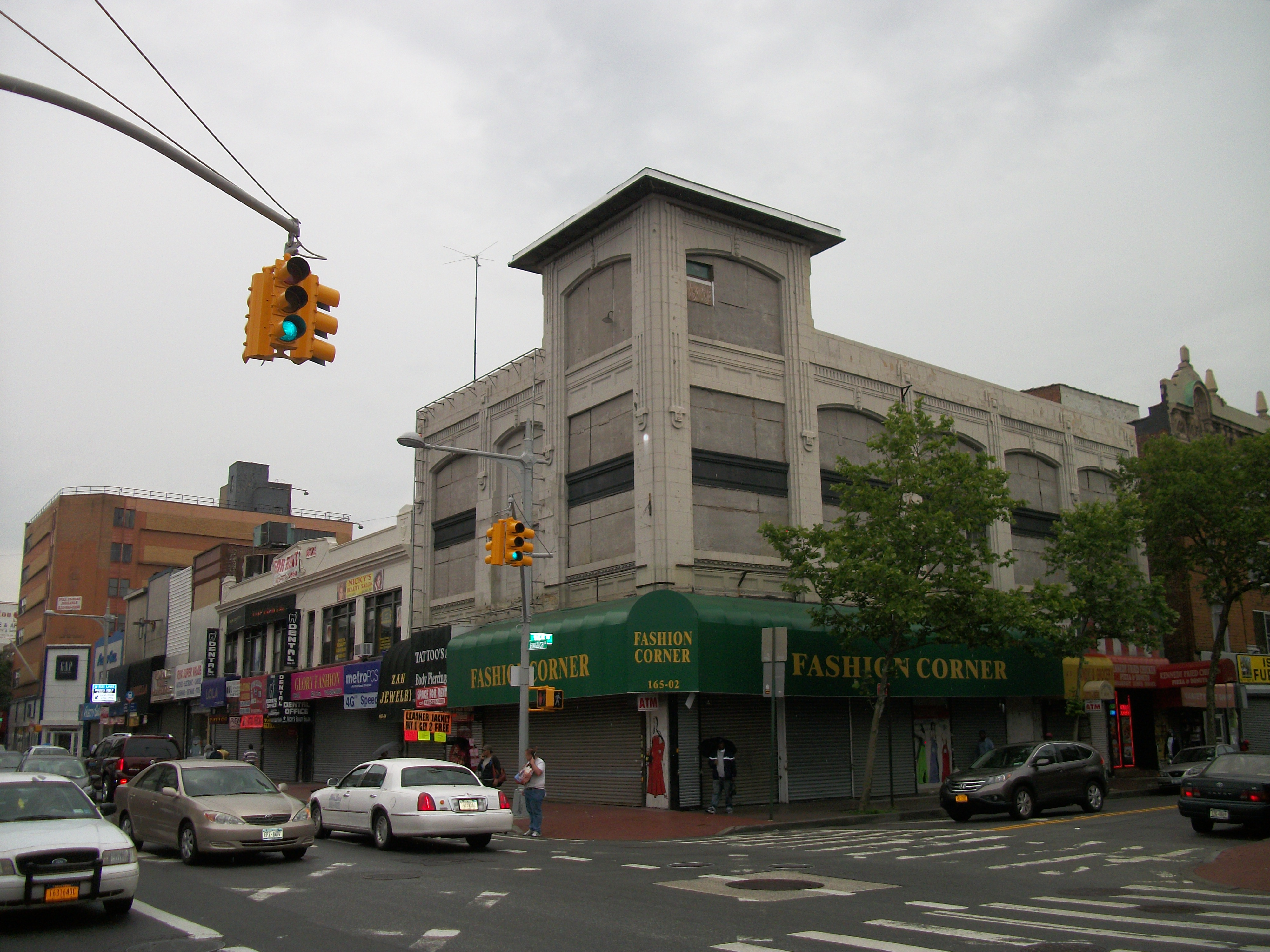
Бывшее здание станции